# Johann Gottlieb Gleditsch
Pour les articles homonymes, voir Gleditsch.
Johann Gottlieb Gleditsch est un naturaliste allemand, né le 5 février 1714 à Leipzig et mort le 5 octobre 1786 à Berlin.

## Biographie
Il obtient son titre de docteur à Francfort-sur-l'Oder. Il y enseigne la botanique, la physiologie, la médecine. Il part ensuite à Berlin où il enseigne la botanique et la sylviculture et dirige le jardin botanique.
Il est notamment l’auteur de Systematische Einleitung in der neuere Forstwissenschaft (1774-1775), Vermischte physikalisch-botanisch-ökonomische Abhandlungen (1765-1766), Methodus fungorum (1753), Systema plantarum a stamimum situ (1764).
On lui doit en 1750 une expérience spectaculaire sur la sexualité et le mode de fécondation des plantes, à un moment où les rôles respectifs des étamines et du pollen d'une part, et du pistil et des ovaires d'autre part, étaient l'objet de discussions passionnées. Pour éviter les causes d'erreur sur les fleurs hermaphrodites (les deux sexes sur une même fleur) il se concentra sur une espèce dioïque, un végétal possédant des pieds mâles et des pieds femelles, comme l'if commun, (Taxus baccata), les saules, (Salix sp.), le caroubier, (Ceratonia siliqua), par exemple. Il avait dans son jardin botanique de Berlin  un pied femelle de palmier nain (Chamaerops humilis) qui, depuis des années, se couvrait de fleurs sans produire de graines. Il se trouve qu'il y avait un pied mâle de la même espèce dans un jardin botanique à Leipzig.  Il se fit envoyer quelques inflorescences mâles à maturité, qui parvinrent pratiquement desséchées à Berlin, mais il put récupérer quelques grains de pollen dans le papier d'emballage. Il en saupoudra un petit nombre de fleurs qui produisirent des graines. Mises en terre au printemps suivant, il eut le bonheur de voir sortir des petits palmiers, prouvant le succès de la fécondation et la nécessité du pollen dans le processus,.
Gleditsch s'est aussi rendu célèbre pour ses expériences sur les coléoptères nécrophores qui déplacent et enfouissent les cadavres de petits animaux (rats, taupes). Il les soumit à une série d'expériences d'où il conclut que ces insectes étaient doués d'une forme primitive d'intelligence et de raisonnement. Le grand entomologiste Fabre (1823-1915) démontra qu'il s'agissait en fait de comportements purement instinctifs, les apparences de raison que Gleditsch avait cru y voir étant en partie dues aux conditions de ses expériences.
Lors de son passage à Berlin en 1769, au retour de Suède, le duc de La Rochefoucauld tenait absolument à rencontrer Gleditsch dont la réputation de naturaliste était grande. Le savant vivait alors dans une relative précarité malgré les leçons qu'il donnait, depuis qu'il s'était retrouvé veuf avec ses filles à sa charge. Le duc lui laissa discrètement en partant un rouleau de louis.
Un genre d'arbre, le Gleditsia, a été nommé en son honneur par Carl von Linné (1707-1778) en 1753.